# 2343 Siding Spring
2343 Siding Spring este un asteroid din centura principală, descoperit pe 25 iunie 1979 de Eleanor Helin și Schelte Bus.